# NGC 3385
NGC 3385 is een lensvormig sterrenstelsel in het sterrenbeeld Sextant. Het hemelobject werd op 15 maart 1830 ontdekt door de Britse astronoom John Herschel.

## Synoniemen
- UGC 5908
- MCG 1-28-9
- ZWG 38.15
- NPM1G +05.0270
- PGC 32285